# Lambda d'Eridà
Lambda d'Eridà (λ Eridani) és una estrella a la constel·lació d'Eridà. És visible a ull nu en una nit fosca amb una magnitud visual aparent de 4,25. La distància a aquesta estrella, basada en un desplaçament anual de paral·laxi de 0,00402 segons d'arc, és d'aproximadament 810 anys llum.
λ Eri es classifica al Catàleg General d'Estrelles Variables com a variable Beta Cephei. L’índex internacional d’estrelles variables de l'AAVSO defineix un tipus de variació LERI. λ Eri es classifica com LERI GCAS ja que mostra variacions periòdiques a curt termini i variacions eruptives a escala de temps més llarga. Va ser una de les primeres estrelles on es van trobar variacions de períodes curts. Els períodes de variabilitat del perfil de línia són 0.702 dies i 0.269 dies, amb períodes presents de manera intermitent de 0.6 dies i 0.75 dies. L'amplitud fotomètrica de la variació és de magnitud 0,010.
Es tracta d’una estrella Be gegant o subgegant amb un tipus espectral B2 IVne o B2 III (e) p, segons la font. Gira ràpidament amb una velocitat de rotació projectada de 327 km/s. Compareu-ho amb la velocitat de trencament estimada de 440 km/s. Aquesta rotació dona a l'estrella una forma oblata amb una protuberància equatorial que és un 25% més gran que el radi polar. Hom considera que el període de rotació més probable és el doble del període de variació, ó 1,4 dies. L'estrella també posseeix un disc circumestel·lar rotatiu, vist a la vora, que fa de Lambda Eri una "estrella amb embolcall", on el disc sembla més opac de l'habitual.
Com la majoria de les estrelles Be, Lambda Eridani emet raigs X suaus. El 1993 es va observar un flamarada de raigs X gegant en què la lluminositat dels rajos X va augmentar en un factor de sis en un període de 39 hores. Lambda Eridani té aproximadament nou vegades la massa del Sol, i 8,6 vegades el radi del Sol. Irradia 7.510vegades la lluminositat solar de la seva atmosfera exterior a una temperatura efectiva de 21.150 K.